# Lwa (Fluss)
Die Lwa (ukrainisch Льва) ist ein 172 km langer, linker Nebenfluss der Szwiha in Polesien in der Ukraine und Belarus. Ihr Unterlauf innerhalb von Belarus wird dort belarussisch Маства Mastwa bzw. ukrainisch und russisch Моства Mostwa genannt.
Ihre Länge beträgt innerhalb der Ukraine 111 km und innerhalb von Belarus 61 km. Sie entwässert ein Einzugsgebiet von 2400 km², davon liegen 1746 km² des Einzugsgebietes innerhalb der Ukraine und 654 km² in Belarus. Ihr Gefälle beträgt 0,37 m/ km, in Belarus 0,01 m/ km.

## Verlauf
Der Fluss entspringt auf einer Höhe von 190 m im Süden des Dorfes Borowe, Rajon Rokytne Oblast Riwne und fließt zunächst nach Nordwesten und dann im Rajon Dubrowyzja nach Norden. Hinter Perebrody fließt er über die Grenze zwischen Belarus und der Ukraine  und ändert eine kurze Strecke später seine Fließrichtung vorwiegend Richtung Osten, bis er schließlich beim Dorf Karozitschy (belarussisch Кароцічы; russisch Коротичи Korotitschi) im Rajon Stolin im Osten der belarussischen Breszkaja Woblasz in die Szwiha mündet.